# Ouratea thyrsoidea
Ouratea thyrsoidea är en tvåhjärtbladig växtart som beskrevs av Adolf Engler. Ouratea thyrsoidea ingår i släktet Ouratea och familjen Ochnaceae. Inga underarter finns listade i Catalogue of Life.